# Adetomyrma caputleae
Adetomyrma caputleae (del latín caput " cabeza " y lea " leona ", en referencia al gran tamaño de la cabeza) es una especie de hormigas endémicas de Madagascar.
La especie fue descrita por Yoshimura y Fisher en 2012. Se conocen los machos, hembras y obreras. Las hormigas de esta especie son ciegas.